# يوسي دينا
يوسي دينا (بالعبرية: יוסי דינה‏) هو رائد أعمال إسرائيلي، ولد في 21 أغسطس 1954 في إسرائيل.

## وصلات خارجية
- يوسي دينا على موقع IMDb (الإنجليزية)